# Pokabu'er
Pokabu'er (kinesiska: 珀喀布尔, 珀喀布尔乡) är en socken i Kina. Den ligger i den autonoma regionen Tibet, i den sydvästra delen av landet, omkring 220 kilometer norr om regionhuvudstaden Lhasa.